# Consistório Ordinário Público de 1835

## Cardeais
| Nº                  | País               | Nome                         | Idade              | Cargo                                        | Título ou Diaconia                                        |
| Cardeais eleitores  | Cardeais eleitores | Cardeais eleitores           | Cardeais eleitores | Cardeais eleitores                           | Cardeais eleitores                                        |
| ------------------- | ------------------ | ---------------------------- | ------------------ | -------------------------------------------- | --------------------------------------------------------- |
| 1                   | Itália             | Placido Maria Tadini, O.C.D. | 75                 | Arcebispo de Gênova                          | Cardeal-presbítero de Santa Maria na Traspontina          |
| In Pectore          |                    |                              |                    |                                              |                                                           |
| 2                   | Itália             | Ambrogio Bianchi, O.S.B.Cam. | 63                 | Prior da Ordem dos Camaldulenses             | Revelado no Segundo Consistório Ordinário Público de 1839 |
| Revelado In Pectore |                    |                              |                    |                                              |                                                           |
| 3                   | Itália             | Giuseppe della Porta Rodiani | 61                 | patriarca latino de Constantinopla           | Cardeal-presbítero de Santa Susana                        |
| 4                   | Itália             | Giuseppe Alberghini          | 64                 | Prefeito da Dicastério para a Doutrina da Fé | Cardeal-presbítero de Santa Priscila                      |
| 5                   | Itália             | Alessandro Spada             | 48                 | Rota Romana                                  | Cardeal-diácono de Santa Maria em Cosmedin                |